# Hiro Mizushima
Hiro Mizushima (jap. 水嶋 ヒロ, Mizushima Hiro, wirklicher Name: 齋藤 智裕, Saitō Tomohiro; * 13. April 1984 in Tokio) ist ein japanischer Schauspieler, Autor und Model.
Er erschien in einer Reihe von japanischen TV-Dramen, darunter Mei-chan no Shitsuji, Hanazakari no Kimitachi e und Zettai Kareshi. Er ist außerdem sehr bekannt als Protagonist in der Action-Serie Kamen Rider Kabuto.

## Leben
Am 22. Februar 2009 heiratete er die japanische Popsängerin Ayaka. Beide haben zwei Kinder.

## Filmografie

### Fernsehserien (Doramas)
- Tokyo DOGS als Kudo Maruo (Fuji TV, 2009)
- MR. BRAIN als Hayashida Toranosuke (TBS, 2009)
- Zettai Kareshi SP als Asamoto Soshi (Fuji TV, 2009)
- Mei-chan no Shitsuji als Shibata Rihito (Fuji TV, 2009)
- Hanazakari no Kimitachi e SP als Nanba Minami (Fuji TV, 2008)
- Room of King als Mori Jiro (Fuji TV, 2008)
- Zettai Kareshi als Asamoto Soshi (Fuji TV, 2008)
- Churaumi Kara no Nengajo als Miyashita Kota (Fuji TV, 2007)
- Gout Temps Nouveau Drama Special (Fuji TV, 2007)
- Hanazakari no Kimitachi e als Nanba Minami (Fuji TV, 2007)
- Watashitachi no Kyokasho als Yahata Daisuke (Fuji TV, 2007)
- Kanojo to no Tadashii Asobikata als Fujiki Kyouji (TV Asahi, 2007)
- Kamen Rider Kabuto als Tendou Souji (TV Asahi, 2006)
- Pink no Idenshi als Ikushima Mizuki (TV Tokyo, 2005)
- Brother Beat als Yoshi (TBS, 2005)
- Ame to Yume no Ato ni (TV Asahi, 2005, ep7)
- Gokusen 2 als Misawa Hiro (NTV, 2005)

### Spielfilme
- Black Butler – Ein Teufel von einem Butler (2014)
- Beck (2010)
- Drop (2009)
- GS Wonderland (2008)
- 100 Scene no Koi (2007)
- Kamen Rider Kabuto: God Speed Love (2006)
- Lovely Complex (2006)
- Hatsu Kare (2006)

## Auszeichnungen
- 33rd Japan Academy Prize (2010): Neuling des Jahres für Drop
- Elan D'or Award (2010): Neuling des Jahres